# (13906) Shunda
(13906) Shunda (1977 QD2) – planetoida z pasa głównego asteroid okrążająca Słońce w ciągu 3,49 lat w średniej odległości 2,3 j.a. Odkryta 20 sierpnia 1977 roku.